# Xue Yuyang
Xue Yuyang (en chino, 薛玉洋; pinyin, Xuē Yùyáng, nacido el 4 de octubre de 1982 en Henan) es un exjugador de baloncesto chino. Con 2.13 metros de altura, jugaba en la posición de pívot.

## Trayectoria deportiva
Comenzó su carrera profesional en los Jilin Northeast Tigers, donde jugó una temporada en la que promedió 7,3 puntos y 5,0 rebotes por partido. Al año siguiente fichó por los Hong Kong Flying Dragons, y sus estadísticas mejoraron hasta los 21,8 puntos y 8,4 rebotes por partido.
Fue elegido en la quincuagésimo séptima posición del Draft de la NBA de 2003 por Dallas Mavericks, pero sus derechos fueron traspasados ese mismo día a Denver Nuggets a cambio de una futura segunda ronda del draft. Las autoridades deportivas chinas dijeron que el jugador todavía no estaba preparado para dar el salto a la liga estadounidense y vetaron su fichaje.
Continuó su carrera en los Xinjiang Flying Tigers de la Chinese Basketball Association, donde jugó ocho temporadas, y porsteriormente tres más en los Qingdao DoubleStar. Las mejores cifras de su carrera las consiguió en 2007, cuando promedió 14,0 puntos y 6,5 rebotes para los Tigers.
En 2014 fichó por el Henan Shedianlaojiu de la segunda división del país, tras una última temporada en la máxima competición en la que sólo promedió 2,9 puntos y 1,9 rebotes por partido.